# يوسف مبارك المباركي
يوسف مبارك المباركي روائي كويتي وكاتب مقالة صحافية وباحث معني بالقضايا السياسية والاجتماعية والاقتصادية، ولد في الكويت في 31 أكتوبر 1967، وفيها أكمل مراحله الدراسية، والتحاق بكلية الدراسات التكنولوجية، الهيئة العامة للتعليم التطبيقي في الكويت، حيث حصل على دبلوم الهندسة الميكانيكية في عام 1990.

## حياته العملية
بدأ حياته العملية في المجال الإداري والتنفيذي، فشغل منصب نائب مدير الشؤون الإدارية في الصندوق الكويتي للتنمية الاقتصادية العربية (1991-2004)، ونائب الرئيس التنفيذي ورئيساً لدائرة الاتصال في شركة الصفاة لللاستثمار (2004- 2008)، ونائب رئيس مجلس الإدارة والرئيس التنفيذي في شركة الصفاة ميديا (2008- 2016)، ورئيس مجلس إدارة شركة الصفاة للسياحة والسفر (2004- 2018)، والرئيس التنفيذي لشركة غراف للتجارة العامة والمقاولات (بدءاً من مارس 2018). ونائب رئيس مجلس إدارة مجموعة العالمية للتكنولوجيا (2006- 2008)، ونائب رئيس مجلس إدارة شركة دانة الصفاة العقارية (2005- 2011)، وعضو مجلس إدارة شركة الشعبية للصناعات الورقية (2012).

## في المجال الإنساني والوطني
شكل الانتماء إلى مجالات العمل الإنساني والوطني أحد الجوانب المهمة في حياة يوسف المباركي، فأضاف إلى أنشطة حياته العملية أنشطة أخرى عكست تطلعه إلى آفاق أبعد من الوظائف الإدارية والتنفيذية التي شغلها، فكان أحد الأعضاء المؤسسين للجمعية الكويتية للدفاع عن ضحايا الحرب (1991- 1993)، كما عمل عضواً في مجلس إدارة الجمعية الكويتية لحقوق الإنسان (2006- 2008)، ومازال يحتفظ بعضوية منظمة العفو الدولية، منذ عام 1992 وحتي اليوم، وجمعية الهلال الأحمر الكويتي منذ عام 1992 وحتي اليوم، وجمعية الصحافيين الكويتية منذ عام 2004 وحتي اليوم، والاتحاد الدولي للصحافيين منذ عام2006 وحتي اليوم.
والجدير بالذكر أنه شارك في تأسيس (اللجنة المشتركة الكويتية لمناصرة الشعب اللبناني) في عام 2006 والتضامن معه في مواجهة العدوان الصهيوني، وعمل عضواً فاعلا في أنشطتها بجمع التبرعات والمعونات للشعب اللبناني.
```
كما انتمى إلى (المبادرة الكويتية لمساندة الشعب المصري) في عام 2013، ومازال عضواً في هذه المبادرة ذات الطابع الإنساني لمساندة الشعب المصري في محنته، والقيام بجمع التبرعات للعمل علي إعادة إعمار وبناء القرى المصرية الأشد فقراً.
```

وانتمى إلى التحالف الوطني الديمقراطي الكويتي المعني بالشأن العام (2005- 2013)

## في رحاب الفكر والتأليف
شهد عام 1991 بداية نشاطه الكتابي بمقال في صحيفة «القبس» الكويتية، ثم امتدت مساهماته إلى صحف أخرى داخل الكويت، فكتب في «الطليعة» وفي صحيفة (Arab Times)، وفي صحف خارج الكويت مثل «الأهرام» المصرية، و«الشرق الأوسط» و«المجلة» اللندنيتين.
بالإضافة إلى نشاطه الإعلامي والصحافي، اتجه المباركي إلى مجال الأبحاث التاريخية والسياسية، فكان باكورة تآليفه كتاب «وقائع ووثائق دواوين الإثنين (1986- 1990)»، الصادر في يوليو 2008 فكان عملا مميزاً وفريداً من نوعه حسب آراء من أطلع عليه من الباحثين والقراء يعد يوسف المباركي أول من ثق حركة دواويين الاثنين.
وفي 30 نوفمبر من العام 2008، وهو عام نشر هذا الكتاب، أقام حفلا لعرضه والتوقيع عليه في جناح خاص به في معرض الكتاب الثالث والثلاثين في الكويت، في أرض المعارض، وسط حشد من القراء والصحافيين وزوار المعرض.
```
يتناول الكتاب الذي يعتبر أول كتاب يوثق دواوين الإثنين، التحرك الوطني الواسع الذي شهدته الكويت في الفترة الممتدة بين 3 يوليو 1986 و21 يناير 1990، وتميز بحراك اعتراض سلمي هاديء لقوى سياسية ونيابية وهيئات شعبية وفعاليات اقتصادية، على الإجراءات التي اتخذتها السلطة بحل مجلس الأمة وتعليق الدستور وفرض الرقابة المسبقة على الصحف في 3/7/1986، وما ألحقت بها من إجراءات أخرى تحاول عملياً إلغاء دستور العام 1962 الذي أرسى قواعد النظام الديموقراطي في الكويت، مثل إنشاء ما سمي المجلس الوطني عام 1990.
```

في وسط هذا التحرك الوطني الذي تحول إلى حراك شعبي واسع النطاق برزت ظاهرة ما أصبح يطلق عليها «دواوين الإثنين» التي هي تجمعات قوى الاعتراض الشعبي التي كانت تحدث في سبعة ديوانيات لأعضاء مجلس الأمة الكويتى المنحل بتاريخ 3/7/1986. لقد برزت هذه الظاهرة بعد أن تحول هذا التحرك الوطني إلى حركة شعبية واسعة ملتفة حول نواة هي مجموعة مكونة من 26 عضواً من أعضاء مجلس الأمة الذي تم حله في 3 يوليو 1986، بدأت تعقد اجتماعات خاصة لايعلن عنها كل أسبوعين، وبذلك أصبحت بمثابة مجلس أمة حقيقي يحمل مطلباً واحداً وثابتاً هو إعادة مجلس الأمة والعمل بالدستور، أي التمسك بالحقوق الديموقراطية التي اكتسبها الشعب الكويتي عبر سنوات نضاله الطويل منذ عام 1921، مرورا بعام 1938 وتوجت بوضع الدستور عام 1962.
كانت تجربة دواوين الإثنين التي برزت في خضم الاعتراض الشعبي دفاعاً عن الدستور، وبالأسلوب الدستوري الهادىْ، إحدى أهم الخبرات التاريخية التي اكتسبها العمل الوطني الديموقراطي في الكويت، فجاء توثيقها لتكون مادة في متناول الأجيال اللاحقة والمؤرخين والمعنيين بتطوير النظام الديموقراطي، ومنجزاً من المنجزات الثمينة التي تحسب في عداد تطور مجال الفكر السياسي في الكويت.